# Hans Wildegans
Hans Wildegans (* 22. Februar 1888 in Groß-Mantel, Neumark; † 15. Juli 1967 in Berlin) war ein deutscher Chirurg.

## Leben
Wildegans war Zögling der Kaiser-Wilhelms-Akademie für das militärärztliche Bildungswesen. Er wurde 1907 im Pépinière-Corps recipiert und klammerte zweimal die Erste Charge. 1913 wurde er an der Friedrich-Wilhelms-Universität zu Berlin zum Dr. med. promoviert. 1925 habilitiert er sich. 1928 wurde er Oberarzt in der chirurgischen Abteilung am Krankenhaus Am Urban. 1930 wurde er a.o. Professor für Chirurgie. 1929–1933 war er Direktor des Kreiskrankenhauses Nowawes bei Potsdam. Ab 1933 war er Chefarzt der II. Chirurgischen Abteilung vom Krankenhaus im Friedrichshain. 1935 wechselte er als Chef an das Diakonissenkrankenhaus Bethanien, das er bis 1961 als Ärztlicher Direktor leitete. Seine wissenschaftlichen Arbeiten betreffen vor allem die Bauchchirurgie, die Bluttransfusion und die Urologie. Mit Konstruktion und Verwendung des nach der Vorstellung der Choledochoskopie durch J. Bakes auf dem Chirurgenkongress 1923 ersten leistungsfähigen Choledochoskops entwickelte er die Endoskopie des Gallengangs. Von 1953 bis 1955 war er Vorsitzender der Berliner Chirurgischen Gesellschaft. Später wurde er ihr Ehrenmitglied.

## Bücher
- Die Bluttransfusion in Theorie und Praxis. Berlin 1933.
- mit H. Guderley: Blutstillung, Blutersatz und Bluttransfusion. Berlin 1955.
- Die Krankheiten und Verletzungen des Dickdarms und Mastdarms (ohne bösartige Geschwülste). Stuttgart 1959.
- Die operative Gallengangsendoskopie. München 1960.